# Cal Quim dels Duros
Cal Quim dels Duros és un monument del municipi de Corbera de Llobregat (Baix Llobregat) inclòs en l'Inventari del Patrimoni Arquitectònic Català.

## Descripció
Es tracta d'una casa aïllada, situada en el desnivell que es produeix entre la plaça de l'església i una placeta d'eixamplament del carrer Major. Per l'Oest, confronta en part, per unes escales, amb el Castell, i per l'Est, amb un espai que crea la façana de la casa, entre els dos desnivells de les places. De fet, és un conjunt de dues cases: Cal Quim dels Duros i Cal Tetas, que de molt temps ençà formen un sol habitatge. A l'interior, al soterrani, es conserven uns arcs notables de factura gòtica.

## Història
L'origen de les finques cal referir-lo a la mateixa època de la construcció del castell Casa de Pelegrins. Pertanyia als barons de Corbera i era utilitzada com a magatzem o per altres serveis.
El nom de Quim els Duros ve del fet que fou adquirida cap als anys 1930 pel Quim de Cal Duro, de l'Amunt (als familiars els deien els "duros") i així quedà el topònim.
Cap als anys 1980 va ser adquirida per una família que va restaurar-ne les parts essencials de la casa, fent ressaltar tots els elements arquitectònic i històrics destacables.